# Manuel Mendes (compositor)
Manuel Mendes ou Manoel Mendes (Lisboa, c. 1547 — Évora, 24 de setembro de 1605) foi um compositor e pedagogo do Renascimento português, figura importante da polifonia portuguesa. Dos seus discípulos destacam-se  Duarte Lobo, Manuel Cardoso, e Filipe de Magalhães, alguns dos maiores compositores da História da Música Portuguesa.

## Vida
Manuel Mendes nasceu em Évora na primeira metade do século XVI. Estudou Música com o compositor Cosme Delgado, em Évora. Mais tarde foi nomeado mestre de capela na Catedral de Portalegre, mas regressou a Évora para receber diploma de bacharel em 1575. No mesmo ano tornou-se padre, e Mestre da Claustra. Entre os seus alunos incluem-se alguns dos mais famosos compositores portugueses do século XVII, como Fr. Manuel Cardoso, Duarte Lobo, Filipe de Magalhães, Manuel Rebelo, António Ferro e Simão dos Anjos de Gouveia.
Manuel Mendes era evidentemente um compositor prolífico. Ele era famoso no século XVI, e sua música viajou até Espanha, assim como Nova Espanha (atual México), onde foi altamente reconhecido. Apesar da sua elevada reputação, quer como professor, quer como compositor, apenas um conjunto de seis peças suas chegaram aos dias de hoje.

## Edições musicais (partituras)
- Joaquim, Manuel (1942), A Missa de Féria do Padre Manuel Mendes, Porto, Separata de Música, Revista dos alunos do Conservatório de Música do Porto.
- Stevenson, Robert (1982), Antologia de Polifonia portuguesa 1490– 1680, Portugaliae Musica, vol. XXVII, pp. 57-58 (Aleluia).